# 2-я Поперечная улица (Сестрорецк)
2-я Попере́чная у́лица — улица в городе Сестрорецке Курортного района Санкт-Петербурга. Проходит от улицы Мосина до 5-й Тарховской улицы.
Название известно с 1900 года. Дано по положению улицы среди других дорог Разлива. Рядом также существуют 1-я Поперечная и 3-я Поперечная улицы.
Участок между 4-й Тарховской и 5-й Тарховской улицы представляет собой пешеходную дорогу с лестничным спуском к 4-й Тарховской.

## Перекрёстки
- Улица Мосина
- 2-я Тарховская улица
- 3-я Тарховская улица
- 4-я Тарховская улица